# Lampros Choutos
Lampros Choutos (7 de diciembre de 1979, Atenas), es un exfutbolista griego que se desempeñaba de delantero.

## Biografía
Nacido en Atenas, con solo 14 años, fue avistado por los ojeadores del Panathinaikos FC, tras dos años en el club, fichó para las categorías inferiores de la Roma.
En 1999, Choutos volvió a Grecia para jugar en el Olympiacos FC, formó un tridente atacante muy bueno junto al serbio Zlatko Zahovič y el brasileño Geovanni Deiberson. Aunque sufrió una grave lesión de rodilla, Choutos ganó en el Olympiacos hasta cuatro campeonatos ligueros, hasta que en 2004 regresó a Italia, siendo fichado por el Inter de Milán.
En el Inter, Choutos jamás tuvo oportunidad de jugar de manera continua, puesto que fue constantemente cedido a otros clubes como el RCD Mallorca o el Atalanta de Bérgamo. Hizo su debut con el Inter en noviembre de 2006 saliendo desde el banquillo en un partido de copa.
En verano de 2007, Choutos volvió otra vez a Grecia para jugar en el Panionios NFC, hizo una buena campaña disputando 23 partidos y marcando 12 goles.
En febrero de 2009, Choutos firmó un contrato de 6 meses de duración con el PAOK Salónica, disputó 8 partidos sin marcar ningún gol. En agosto de ese año volvió a Italia para jugar en el modesto AS Pescina Valle Giovenco, pero en julio de 2010 se canceló el contrato, debido a la desaparición del club por problemas financieros.

## Trayectoria
| Club                      | País   | Año       |
| ------------------------- | ------ | --------- |
| AS Roma                   | Italia | 1996-1999 |
| Olympiacos FC             | Grecia | 1999-2004 |
| FC Internazionale         | Italia | 2004-2007 |
| Atalanta BC               | Italia | 2005      |
| RCD Mallorca              | España | 2006      |
| Panionios NFC             | Grecia | 2007-2008 |
| PAOK Salónica             | Grecia | 2009      |
| AS Pescina Valle Giovenco | Italia | 2009-2010 |

## Palmarés
Olympiacos FC
- Super Liga de Grecia: 1999-00, 2000-01, 2001-02, 2002-03

FC Internazionale
- Serie A: 2006-07
- Copa de Italia: 2004-05

- Datos: Q526828